# プラファー
株式会社プラファー（英文社名；Plufa Inc.）は、東京都中央区に所在する芸能事務所。

## 概要
プロレス団体「JDスター女子プロレス」の経営母体・有限会社ジェイディ・スターが前身。2006年9月1日付で有限会社ジェイディ・スターから株式会社プラファーへ社名変更。当初はJDスター女子プロレスに所属する女子プロレスラーを中心にマネージメントを行なっていたが、JDスター女子プロレスは2007年7月16日を最後に活動を休止し、一部の所属タレントは2008年に設立された関連事務所の株式会社エージェントオフィスタクトに移籍したため、現在は直接所属するタレントはいない。関連会社のエージェントオフィスタクトに所属するタレントのマネージメント協力を中心に行なっている。2012年には新庄剛志の個人事務所、株式会社レハサフのマネジメント協力を行なっていた。株式会社よしもとクリエイティブ・エージェンシーとは業務協力関係にある。

## 過去の主な所属タレント
- 山田雅人
- 風香（プロレスラー）
- 川﨑あさみ
- 川畑麻衣

## 主な制作作品

### 映画
- ワイルド・フラワーズ（2004年）
- 晴れたらポップなボクの生活（2006年）
- YOSHIMOTO DIRECTOR'S 100 〜100人が映画撮りました〜（2007年）

### テレビ
- 木村とご飯（2006年、テレビ東京）
- おかわり飯蔵（2007年、テレビ東京）